# Theodore Hamm
Theodore Hamm (* 14. Oktober 1825 in Herbolzheim; † 31. Juli 1903 in St. Paul, Minnesota) war ein deutscher Brauer und Gründer der Theodore Hamm Brewing Company.

## Biographie
Hamm emigrierte 1856 mit seiner Ehefrau Louise in die USA und ließ sich in St. Paul nieder.
In den 1860er Jahren unterstützte Hamm den Brauereibesitzer Andrew F. Keller mit einem Kredit, damit dieser sein Unternehmen ausbauen konnte. Die Brauerei wurde als Sicherheitspfand genommen. Als Kellers Brauerei bankrottging, fiel sie Hamm zu. Gemeinsam mit seiner Frau führte Hamm sie als Theodore Hamm Brewing Company fort. Der Jahresausstoß betrug zu dieser Zeit circa 500 Barrel Bier.
Unter Hamms Führung wuchs die Brauerei kontinuierlich. 1886 stieg Hamms Sohn William in das Unternehmen ein. Der Jahresausstoß betrug mittlerweile bereits 40.000 Barrel, was die Brauerei zur zweitgrößten Brauerei Minnesotas machte. 1896 wurde die Brauerei offiziell angemeldet. Hamm starb im Jahr 1903 in St. Paul. Er liegt auf dem Calvary Cemetery in St. Paul begraben.
Die Theodore Hamm Brewing Company expandierte bis in die 1960er Jahre und war zeitweise die achtgrößte Brauerei in den USA. Später wurde sie von der Hamm-Familie verkauft und wechselte mehrere Male den Besitzer. 
Die Brauerei in St. Paul ist mittlerweile stillgelegt, Hamm-Bier wird von MillerCoors hergestellt.

## Familie
Hamm heiratete Louise Buchholz (* 1833; † 1896). Aus der Ehe gingen sieben Kinder hervor: 
- Theodore (* 1857; † 1870)
- William
- Louisa (* 1861; † 1952)
- Wilhelmina
- Josephine (* 1869; † 1956)
- Marie (* 1871; † 1951)
- Emma